# Nicolás Jarry
Nicolás Jarry Fillol (sinh ngày 11 tháng 10 năm 1995) là vận động viên quần vợt người Chile đang chơi ở hệ thống ATP Challenger Tour. Vào tháng 5 năm 2015, anh tìm đến thứ hạng ATP cao nhất trong sự nghiệp của mình ở nội dung đơn là 172 và nội dung đôi là 158 đạt được vào ngày 5 tháng 1 năm 2015.
Anh là cháu nội của tay vợt Jaime Fillol từng đứng hạng 14 thế giới, 7 lần dành gianh hiệu ATP, và vào chung kết Davis Cup 1976 finalist

## Danh hiệu

### Đơn
| Chú giải               |
| ---------------------- |
| Grand Slam (0)         |
| ATP Masters Series (0) |
| ATP Tour (0)           |
| Challenger (0–3)       |
| ITF Futures (6–5)      |

| Kết quả | TT. | Ngày                 | Giải đấu              | Mặt sân | Đối thủ                     | Tỉ số                   |
| ------- | --- | -------------------- | --------------------- | ------- | --------------------------- | ----------------------- |
| Á quân  | 1.  | 27 tháng 1 năm 2014  | Carlos Paz, Argentina | Đất nện | Andrea Collarini            | 6–3, 0–6, 2–6           |
| Á quân  | 2.  | 17 tháng 3 năm 2014  | Santiago, Chile       | Đất nện | Gonzalo Lama                | 1–6, 2–6                |
| Vô địch | 3.  | 5 tháng 5 năm 2014   | Orange Park, Mỹ       | Đất nện | Mitchell Krueger            | 6–1, 7–6(8–6)           |
| Á quân  | 4.  | 2 tháng 6 năm 2014   | Madrid, Tây Ban Nha   | Đất nện | Christian Garin             | 6–3, 3–6, 1–6           |
| Á quân  | 5.  | 23 tháng 6 năm 2014  | Šabac, Serbia         | Đất nện | Peđa Krstin                 | 7–5, 4–6, 6–7(5–7)      |
| Vô địch | 6.  | 30 tháng 6 năm 2014  | Saarlouis, Đức        | Đất nện | Mats Moraing                | 6–4, 4–6, 6–4           |
| Á quân  | 7.  | 21 tháng 9 năm 2014  | Quito, Ecuador        | Đất nện | Horacio Zeballos            | 4–6, 6–7(8–10)          |
| Á quân  | 8.  | 21 tháng 8 năm 2016  | Medias, Romania       | Đất nện | Miliaan Niesten             | 7–6(7–3), 2–6, 6–7(4–7) |
| Vô địch | 9.  | 28 tháng 8 năm 2016  | Galati, Romania       | Đất nện | Gabriel Alejandro Hidalgo   | 6–3, 6–1                |
| Vô địch | 10. | 4 tháng 12 năm 2016  | Talca, Chile          | Đất nện | Bastian Malla               | 6–1, 7–6(7–3)           |
| Vô địch | 11. | 18 tháng 12 năm 2016 | Talca, Chile          | Đất nện | Cristóbal Saavedra-Corvalán | 2–6, 6–1, 6–4           |
| Vô địch | 12. | 25 tháng 12 năm 2016 | Santiago, Chile       | Đất nện | Bastian Malla               | 6–3, 6–3                |
| Á quân  | 13. | 26 tháng 2 năm 2017  | Cuernavaca, Mexico    | Cứng    | Alexander Bublik            | 6–7(5–7), 4–6           |
| Á quân  | 14. | 11 tháng 3 năm 2017  | Santiago, Chile       | Đất nện | Rogério Dutra Silva         | 5–7, 3–6                |

### Đôi
| Legend                 |
| ---------------------- |
| Grand Slam (0)         |
| ATP Masters Series (0) |
| ATP Tour (0)           |
| Challengers (2–1)      |
| ITF Futures (4–4)      |

| Outcome | TT. | Ngày                 | Giải đấu    | Mặt sân | Đồng đội          | Đối thủ                                               | Tỷ số          |
| ------- | --- | -------------------- | ----------- | ------- | ----------------- | ----------------------------------------------------- | -------------- |
| Vô địch | 1.  | 22 tháng 10 năm 2012 | Chile F10   | Đất nện | Gonzalo Lama      | Gabriel Hidalgo Mauricio Pérez Mota                   | 5–7, 6–3, 10–4 |
| Vô địch | 2.  | 29 tháng 4 năm 2013  | Chile F3    | Đất nện | Christian Garín   | Guillermo Rivera-Aránguiz Cristóbal Saavedra-Corvalán | 6–2, 6–2       |
| Á quân  | 3.  | 25 tháng 11 năm 2013 | Chile F9    | Đất nện | Simón Navarro     | Pedro Cachín Guillermo Núñez                          | 5–7, 3–6       |
| Á quân  | 4.  | 31 tháng 3 năm 2014  | Chile F9    | Đất nện | Guillermo Núñez   | Guillermo Rivera-Aránguiz Cristóbal Saavedra-Corvalán | 4–6, 6–4, 6–10 |
| Vô địch | 5.  | 20 tháng 4 năm 2014  | Santiago    | Đất nện | Christian Garin   | Jorge Aguilar Hans Podlipnik-Castillo                 | Walkover       |
| Vô địch | 6.  | 12 tháng 5 năm 2014  | Hoa Kỳ F14  | Đất nện | Tiago Lopes       | Bjorn Fratangelo Mitchell Krueger                     | 7–5, 6–1       |
| Á quân  | 7.  | 7 tháng 7 năm 2014   | Đức F7      | Đất nện | Simón Navarro     | Andriej Kapas Blazej Koniusz                          | 4–6, 2–6       |
| Á quân  | 8.  | 11 tháng 8 năm 2014  | Brazil F7   | Đất nện | Jorge Aguilar     | Rafael Matos Fabricio Neis                            | 7–5, 1–6, 6–10 |
| Vô địch | 9.  | 31 tháng 8 năm 2014  | Colombia F4 | Đất nện | Fabiano de Paula  | Dean O'Brien Carlos Spir                              | 2–6, 6–2, 11–9 |
| Vô địch | 10. | 25 tháng 10 năm 2014 | Córdoba     | Clay    | Marcelo Demoliner | Hugo Dellien Juan Ignacio Londero                     | 6–3, 7–5       |
| Á quân  | 11. | 23 tháng 11 năm 2014 | Montevideo  | Đất nện | Gonzalo Lama      | Pablo Cuevas Martin Cuevas                            | 2–6, 4–6       |